# برادي ووكر
برادي ووكر (بالإنجليزية: Brady Walker)‏ مواليد 15 مارس 1921 في بروفو - الوفاة 30 نوفمبر 2007، كان لاعب كرة سلة أمريكي. بدأ مسيرته الاحترافية في سنة 1948. بلغ طوله 6 قدم 6 بوصة (2.0 م). اعتزل اللعب في 1952. لعب مع بوسطن سيلتكس وبالتيمور باليتس.

## روابط خارجية
- برادي ووكر على موقع إن بي أي (الإنجليزية)
- برادي ووكر على موقع سبورتس رفرنس (الإنجليزية)
- برادي ووكر على موقع ريلجم (الإنجليزية)
- برادي ووكر على موقع بروبوليرز (الإنجليزية)